# Skönskrivare
Skönskrivare är en typ av datorskrivare som var vanlig innan bläckstråle- och laserskrivarna kom. De var elektriska skrivmaskiner försedda med ett pappersmagasin och ett I/O-kort så att de kunde kopplas till datorer. De kallades skönskrivare för att texten såg maskinskriven ut, i motsats till nålmatrisskrivarnas prickiga och kantiga bokstäver. Skönskrivarnas hastighet var låg, vanligtvis knappt 20 tecken/sekund jämfört med matrisskrivarnas 100–300 tecken/sekund. När fetstil eller understrykning användes, halverades utskriftshastigheten. En annan nackdel med skönskrivarna var att de inte kunde skriva ut datorgrafik.